# 독수리 연습

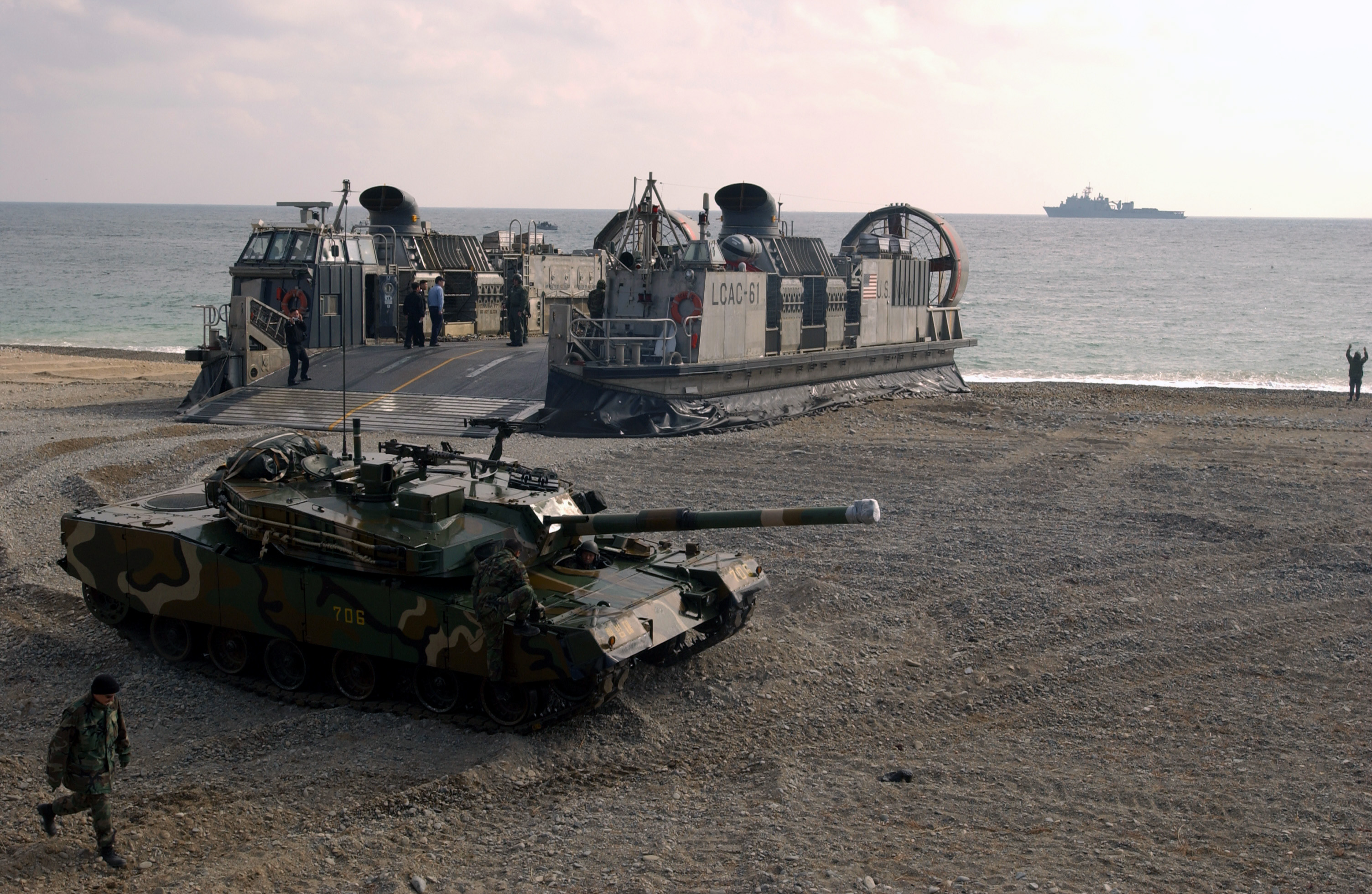

독수리 연습(Foal Eagle)은 매년 한국에서 실시되는 한국과 미국의 대규모 야외기동 군사훈련이다.

## 역사
팀 스피리트 훈련이었다가, 이름이 변경되었다. 1976년부터 1993년까지 매년 실시되었던 대규모 한ㆍ미 연합훈련인 팀스피리트 훈련이 정치적 이유 등으로 중단되자, 1994년부터 이를 대신하기 위한 RSOI 연습이 실시되었고, 2008년 키 리졸브 훈련으로 이름을 바꾸었다.
매년 3월에 실시되며, 컴퓨터 워 게임인 키 리졸브 훈련을 10여일 하고, 야외기동훈련인 독수리 연습은 한달 정도 한다.
훈련 명칭은 한·미연합 특수전 훈련에 참가했었던 제1특전단(1th SFG)과 제1공수특전여단의 두 부대의 별명인 나귀 새끼(Foal)와 독수리(Eagle)를 따서 지어졌다.

## 같이 보기
- 팀 스피리트
- 키 리졸브
- 보스토크 2018